# Rubus pseudargenteus
Rubus pseudargenteus är en rosväxtart som beskrevs av Heinrich E. Weber. Rubus pseudargenteus ingår i släktet rubusar, och familjen rosväxter. Inga underarter finns listade i Catalogue of Life.